# 巴一作
巴 一作（ともえ いっさく、1909年〈明治42年〉8月15日 - 2020年〈令和2年〉4月14日）は、日本の医師、長寿の男性。渡邉智哲が2020年2月23日に死去して以来、男性長寿日本一となっていた。

## 人物
愛知県岡崎市に生まれる。1939年、名古屋医科大学から医学博士を授与。1953年現在市立岡崎病院副院長であった。その後1968年、第4代市立岡崎病院長に就任。1979年9月に退職、のち名誉院長となっている。
岡崎市の老人ホームで生活し、車が好きで99歳の時まで運転していた。日ごろは車椅子で移動し、施設職員や入所者らとの会話を楽しみ、新聞を読んだりテレビを見たりして過ごしていた。
2020年2月23日、渡邉智哲が死去したことにより国内男性最高齢となったことが、厚生労働省により発表された。
2020年4月14日18時44分に岡崎市内の病院で老衰のため死去。110歳244日没。

## 長寿記録
- 2018年9月 - 岡崎市内最高齢。県内最高齢の男性となる[15]。
- 2020年2月 - 男女を通じた県内最高齢となる[16]。
- 2020年2月23日 - 存命中の日本の男性最高齢となる。
- 2020年4月14日 - 110歳244日で死去。国内最高齢男性は滋賀県の白井庄次郎となった。